# Лугано (езеро)
Лугано (на италиански Lago di Lugano) е езеро в Швейцария (кантон Тичино) и Италия (провинция Ломбардия), което принадлежи към групата на североиталианските езера (заедно с Лаго Маджоре, Комо, Изео и Гарда). Носи същото име като най-големия град на бреговете му – Лугано. То е типично ледниково езеро, криптодепресия със стръмни брегове и голяма дълбочина. Сравнително малко е спрямо другите езера, но красотата му отдавна е заслужила интереса на хиляди туристи.

## Име
Предполага се, че името Лугано произлиза от латински език, от думата lucus, която означава „свещено дърво“. Местните жители, които говорят ломбардски език, го наричат Lagh de Lugan, а на немски е Luganersee. Езерото има и съвсем различно местно име – Церезио, както е било наричано от древните римляни.

## География

### Основни данни
Площта на езерото е 48,67 km², от която 42,29 km² са в Швейцария. Формата му е нестандартна, силно издължена и същевременно извита. Средната му ширина е около 2 km, а дължината – 36 km. Приблизително по средата е разделено от недовършен моренен провлак (разделен от тесен канал), по който е прокарана международна магистрала. Заобиколено е от стръмни планини (швейцарските Предалпи), които на места достигат височина над 2200 m. Описвано е като „зигзагообразно и… приличащо на фиорд“.
Тъй като е ледниково езеро, Лугано е много дълбоко. Най-дълбоките части (288 м) се намират в северната част. Нивото му е на 270,5 m н.в. и следователно то е криптодепресия Тъй като се подхранва от реки в алпийски воден режим с максимум на оттока в края на пролетта и началото на лятото, през този период нивото му се покачва с 1,5 m. Водният му обем е 6,5 km³, а проточността – 8,2 години, което означава, че ако можеше всичката вода в езерото да изтече през река Треза, това би станало за малко повече от 8 години.
Водосборният басейн на езерото е 565 km², но всички реки, вливащи се в него, са малки – Ведеджио, Кучо, Мара и Касарате. Оттича се чрез река Треза, която само след 13 km достига близкото езеро Лаго Маджоре.

### Климат
Макар и между планини, езеро Лугано има типичен средиземноморски климат – с високи температури и преобладаващо сух, омекотен от наличието на воден басейн. Все пак тук вали повече стрямо останалите езера в района. Лятото продължава от май до октомври, като средната температура през този сезон е 24 – 25°. Най-големите валежи са през май и юни, както и през октомври. Август е известен с кратките проливни дъждове, наричани тук „темпорал“. Водата също е топла и позволява къпане, така че на повече от 50 места има създадени изкуствени плажове.

### Животински свят
Езерото е пълно с риба (бабушка, речен кефал, лин, костур, бяла риба) и с изключение на няколко защитени територии, риболовът е разрешен. В него има и застрашени видове като италианската лъчеперка и особеното десетоного Austropotamobius pallipes. Изкуствено са развъдени рибите сивен и чудски сиг. По повърхността се виждат лебеди.

## История
Езерото е споменато за първи път от римляните, но край бреговете му няма останки от значителни древни селища. Град Лугано възниква през VІІІ в. и първото му споменаване е в документ на лангобардски крал. По-късно през средновековието попада под властта на Миланското херцогство, а през 1513 г. (по време на Италианските войни) тук налага властта си Швейцарският съюз. Тази част от страната и до днес говори италиански, но когато по времето на Наполеон Бонапарт се открива възможност за връщането на кантона в рамките на кралство Италия, населението му отказва. Пътят през провлака в езерото е построен през 1848 г., за да свърже селата Мелиде и Брисоне. Днес оттам минава магистралата между Милано и Цюрих.

## Туризъм
Районът на Лугано се посещава от около 1 млн. туристи годишно, привлечени от съчетанието на планини, тюркоазено-синя вода и приятен климат. Езерото е плавателно, особено в северната част, а някои от селата на брега му са достъпни само с кораб или по горски пътеки. От ХІХ в. работи международна навигационна компания, която осигурява фериботни връзки от Лугано в швейцарската част до Кампионе д'Италия и Порлеца в италианската. Южно от града, между две части на езерото се издига планината Сан Салваторе (912 м) – внушителен връх, издигнат на 650 м. над езерната повърхност. От него се разкрива забележителна гледка към цялата околност.